# L'Appel des ténèbres
L'Appel des ténèbres (Hellboy: Darkness Calls) est le neuvième tome de la série de bande dessinée Hellboy.

## Histoire
Igor Bromhead appelle Hecate et la lie par son nom secret, appris du vampire Giurescu par nécromancie. Il cherche ensuite à se proclamer Roi des sorcières, mais les pouvoirs lunaires qu'il invoque sont trop puissants pour lui.
Les sorcières, elles, souhaitent qu'Hellboy devienne leur Roi. Devant son refus, elles acceptent de le livrer à la Baba Yaga, qui confie à Koshchei le non-mort la mission de le tuer, contre la promesse de lui offrir la mort qu'il désire depuis longtemps.
Hellboy doit donc lutter contre Koshchei, des armées de morts-vivants, des meutes de loups, avec l'aide du Leshi, de Perun, et de Vasilisa.
Gruagach, quant à lui, s'invite au sabbath et convainc les sorcières que pour survivre, elles doivent en appeler à une ancienne reine, capable de « faire pleurer le monde du jour ». Il se rend dans la grotte où elle est enfermée et demande à son gardien géant de la laisser sortir…
Hellboy, vainqueur de son combat contre Koshchei, met fin aux douleurs d'Igor Bromhead.

## Commentaires
- Le volume se clôt par un carnet de croquis.
- Mike Mignola dédie ce volume à Duncan Fegredo, pour sa première participation sur la série Hellboy.

## Publication
- Hellboy: Darkness Calls (#1-6, 2007)
- Hellboy: Darkness Calls (TPB, 2008)
- Delcourt (collection « Contrebande »), 2008